# Pokémon Gold i Silver
Pokémon Gold (jap. ポケットモンスター 金 Poketto Monsutā Kin; Pocket Monsters Gold) oraz Pokémon Silver (jap. ポケットモンスター 銀 Poketto Monsutā Gin; Pocket Monsters Silver) – dwie gry z serii Pokémon wydane na przenośne konsole Game Boy i Game Boy Color, których akcja gry toczy się w fikcyjnych regionach Johto i Kanto.

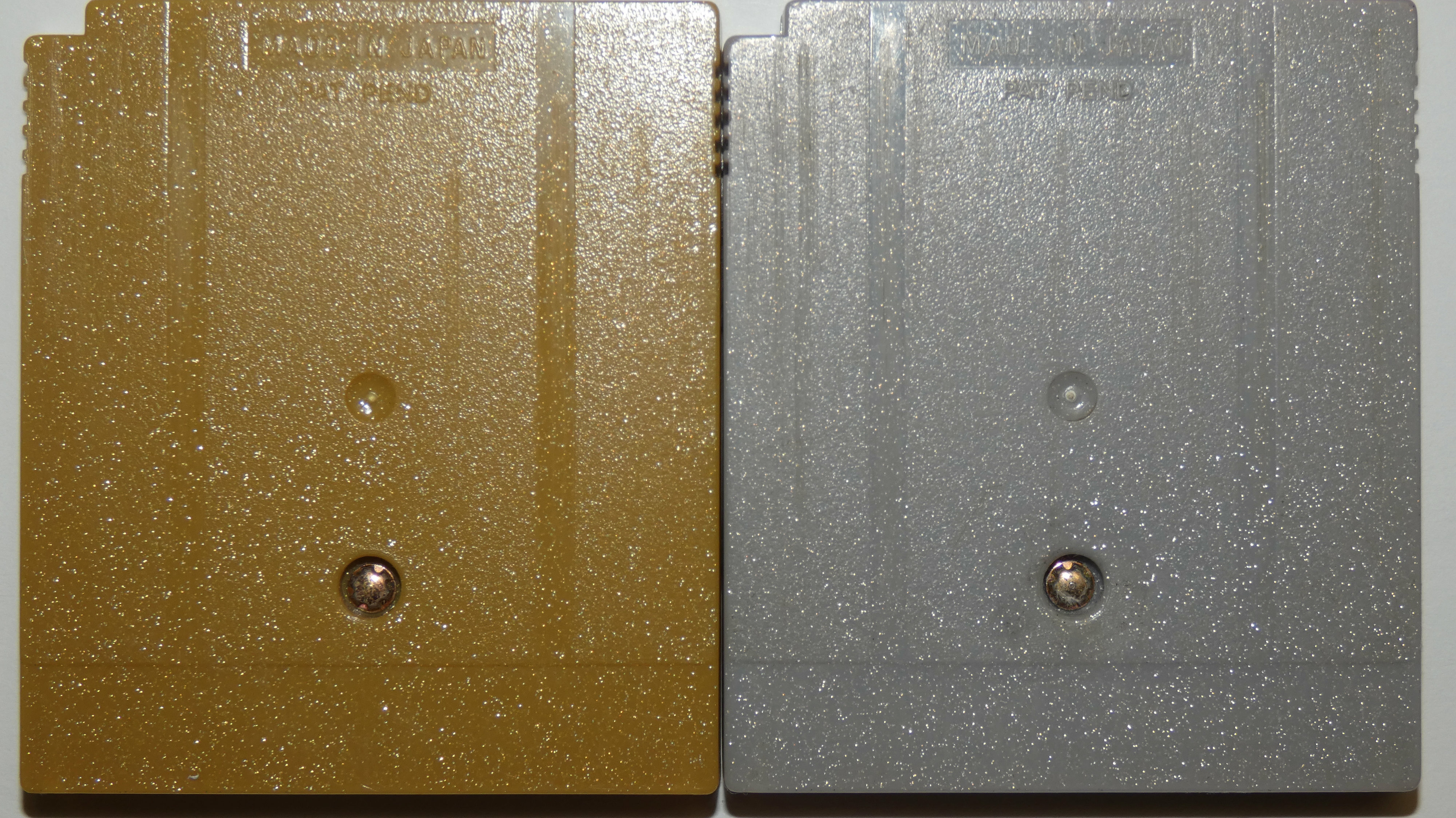
Kartridże Pokémon Gold i Silver

W 2009 roku Nintendo wydało remaki tych gier – Pokémon HeartGold i SoulSilver, na konsolę Nintendo DS.